# Colomiers
Cet article possède un paronyme, voir Coulommiers.
Colomiers (Colomèrs [kulumɛs] en gascon) est une commune française située dans le nord du département de la Haute-Garonne (en région Occitanie). Sur le plan historique et culturel, la commune est dans le Pays toulousain, qui s’étend autour de Toulouse le long de la vallée de la Garonne, bordé à l’ouest par les coteaux du Savès, à l’est par ceux du Lauragais et au sud par ceux de la vallée de l’Ariège et du Volvestre.
Exposée à un climat océanique altéré, elle est drainée par l'Aussonnelle, le Courbet et par divers autres petits cours d'eau. La commune possède un patrimoine naturel remarquable composé d'une zone naturelle d'intérêt écologique, faunistique et floristique.
Colomiers est une commune urbaine qui compte 40 916 habitants en 2022, après avoir connu une forte hausse de la population depuis 1975. Elle appartient à l'unité urbaine de Toulouse et fait partie de l'aire d'attraction de Toulouse. Ses habitants sont appelés les Columérins ou  Columérines.
Elle est située à l'ouest de l'agglomération toulousaine et dans l'aire d'attraction de Toulouse, c'est la 2e commune la plus peuplée de Haute-Garonne et la 14e de la région Occitanie.

## Géographie

### Localisation
La commune de Colomiers se trouve dans le département de la Haute-Garonne, en région Occitanie.
Elle se situe à 9 km à vol d'oiseau de Toulouse, préfecture du département. 
La commune fait en outre partie du bassin de vie de Toulouse.
Les communes les plus proches sont : 
Tournefeuille (3,2 km), Cornebarrieu (4,1 km), Pibrac (4,1 km), Blagnac (5,0 km), Plaisance-du-Touch (6,2 km), La Salvetat-Saint-Gilles (6,6 km), Beauzelle (6,7 km), Mondonville (7,5 km), Brax (7,8 km), Aussonne (8,0 km).
Sur le plan historique et culturel, Colomiers fait partie du pays toulousain, une ceinture de plaines fertiles entrecoupées de bosquets d'arbres, aux molles collines semées de fermes en briques roses, inéluctablement grignotée par l'urbanisme des banlieues.
Colomiers est limitrophe de six autres communes.
Les communes limitrophes sont Cornebarrieu, Tournefeuille, Blagnac, Pibrac, Plaisance-du-Touch et Toulouse.
|                    | Cornebarrieu  | Blagnac  |
| Pibrac             | Colomiers     | Toulouse |
| Plaisance-du-Touch | Tournefeuille |          |

### Géologie et relief
La commune de 2 083 ha s'étage sur deux terrasses de la Garonne (la seconde et la troisième, témoin des glaciations) : le terrain argileux (de nombreuses tuileries s'y sont développées au cours des siècles, en particulier l'entreprise Gélis), parsemé de galets, en général plat, mais marqué par les rebords de terrasse ou de rivière, parfois assez abrupts (8 %). La terrasse la plus basse (environ 147 m) est limitrophe de Toulouse à l'est. Elle est pour l'essentiel consacrée à l'industrie aéronautique au nord-est, à la limite avec Blagnac, l'ancien village de Saint-Martin du Touch, et à la nouvelle zone des Ramassiers (mixte logement pavillonnaire et zones de PME). La terrasse la plus élevée (un peu au-dessus de 180 m) à l'ouest, couvre environ deux tiers de la commune.
Altitude : 180 m (calculée sur le parvis de l'Hôtel de ville.

### Hydrographie

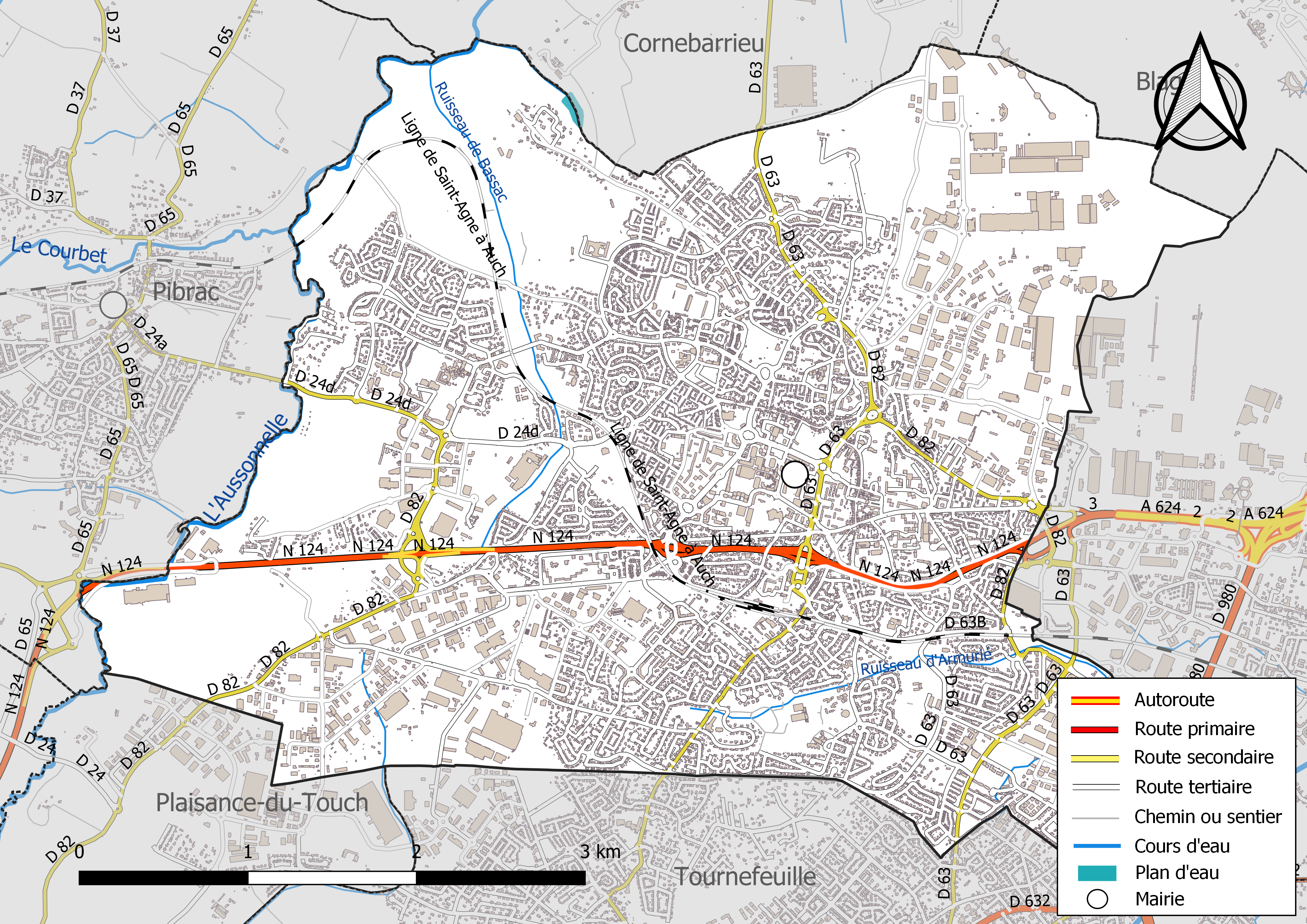
Réseaux hydrographique et routier de Colomiers.

Deux petits cours d'eau dévalent de la terrasse la plus élevée vers la plus basse en formant deux échancrures, dont l'une a été approfondie par la mise en place d'une quatre voies : le Rival (aujourd'hui busé) et, plus au sud, le ruisseau du Cabirol (ou ruisseau de l'Armurié ou ruisseau Ramassier) qui va rejoindre le Touch 200 m après sa sortie de la commune.
C'est de part et d'autre du Rival que s'était créé le village (un fort sur le versant sud et une église sur le versant nord), en revanche le Cabirol reste un parc. La rivière Aussonnelle (qui fait frontière avec Pibrac, à l'Ouest) traverse la commune, et aussi son affluent le ruisseau du Bassac qui s'encaissent dans le plateau.

### Climat
Pour des articles plus généraux, voir Climat de l'Occitanie et Climat de la Haute-Garonne.
En 2010, le climat de la commune est de type climat du Bassin du Sud-Ouest, selon une étude s'appuyant sur une série de données couvrant la période 1971-2000. En 2020, Météo-France publie une typologie des climats de la France métropolitaine dans laquelle la commune est exposée à un climat océanique altéré et est dans la région climatique Aquitaine, Gascogne, caractérisée par une pluviométrie abondante au printemps, modérée en automne, un faible ensoleillement au printemps, un été chaud (19,5 °C), des vents faibles, des brouillards fréquents en automne et en hiver et des orages fréquents en été (15 à 20 jours).
Pour la période 1971-2000, la température annuelle moyenne est de 13,2 °C, avec une amplitude thermique annuelle de 15,5 °C. Le cumul annuel moyen de précipitations est de 685 mm, avec 9,1 jours de précipitations en janvier et 5,4 jours en juillet. Pour la période 1991-2020, la température moyenne annuelle observée sur la station météorologique la plus proche, située à Blagnac à 5 km à vol d'oiseau, est de 14,2 °C et le cumul annuel moyen de précipitations est de 627,0 mm,. Pour l'avenir, les paramètres climatiques de la commune estimés pour 2050 selon différents scénarios d'émission de gaz à effet de serre sont consultables sur un site dédié publié par Météo-France en novembre 2022.

### Milieux naturels et biodiversité

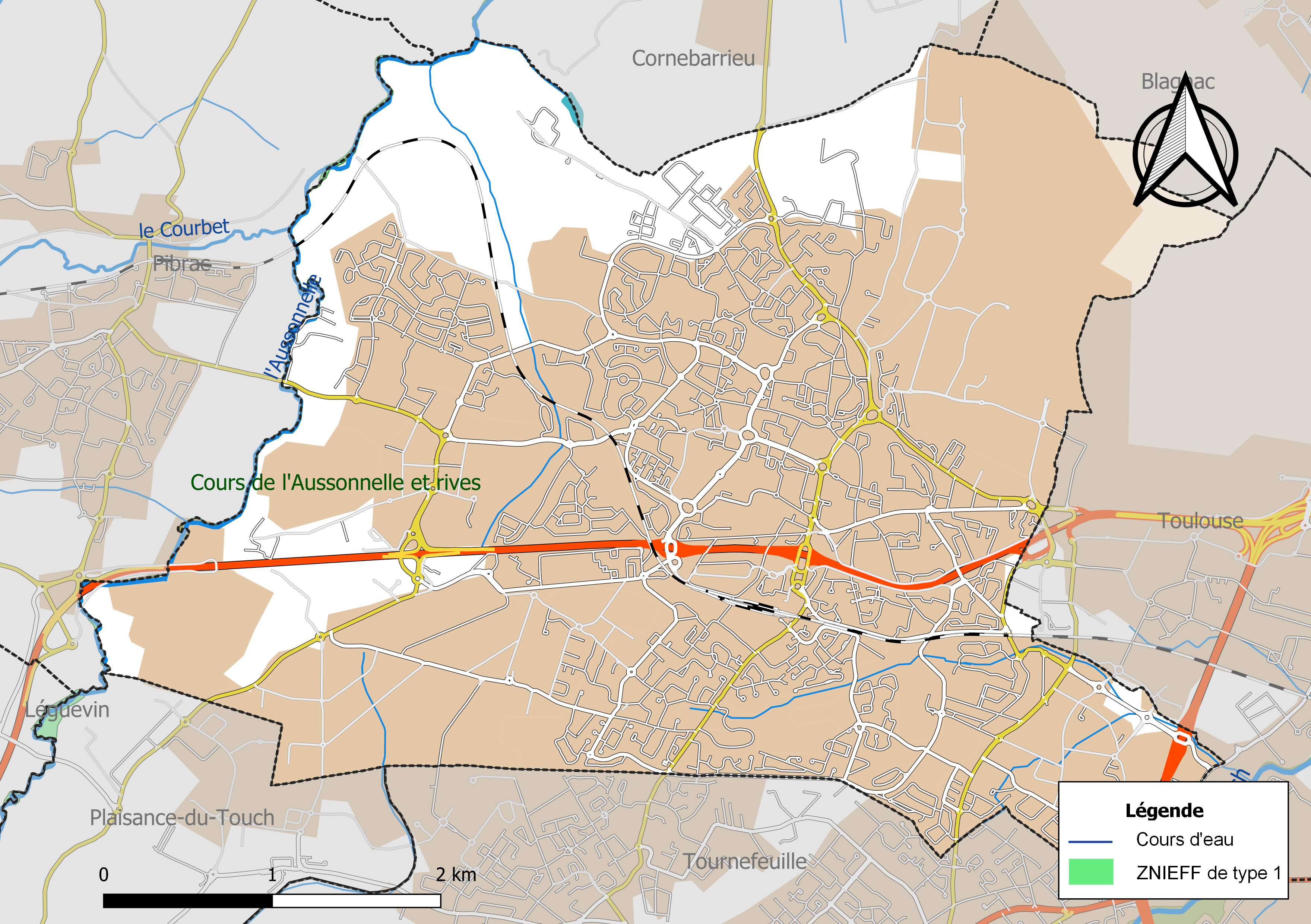
Carte de la ZNIEFF de type 1 localisée sur le territoire de la commune.

L’inventaire des zones naturelles d'intérêt écologique, faunistique et floristique (ZNIEFF) a pour objectif de réaliser une couverture des zones les plus intéressantes sur le plan écologique, essentiellement dans la perspective d’améliorer la connaissance du patrimoine naturel national et de fournir aux différents décideurs un outil d’aide à la prise en compte de l’environnement dans l’aménagement du territoire.
Une ZNIEFF de type 1 est recensée dans la commune :
le « cours de l'Aussonnelle et rives » (76 ha), couvrant 12 communes du département.

## Urbanisme

### Typologie
Au 1er janvier 2024, Colomiers est catégorisée grand centre urbain, selon la nouvelle grille communale de densité à sept niveaux définie par l'Insee en 2022.
Elle appartient à l'unité urbaine de Toulouse, une agglomération inter-départementale regroupant 81  communes, dont elle est une commune de la banlieue,,. Par ailleurs la commune fait partie de l'aire d'attraction de Toulouse, dont elle est une commune du pôle principal,. Cette aire, qui regroupe 527 communes, est catégorisée dans les aires de 700 000 habitants ou plus (hors Paris),.

### Occupation des sols

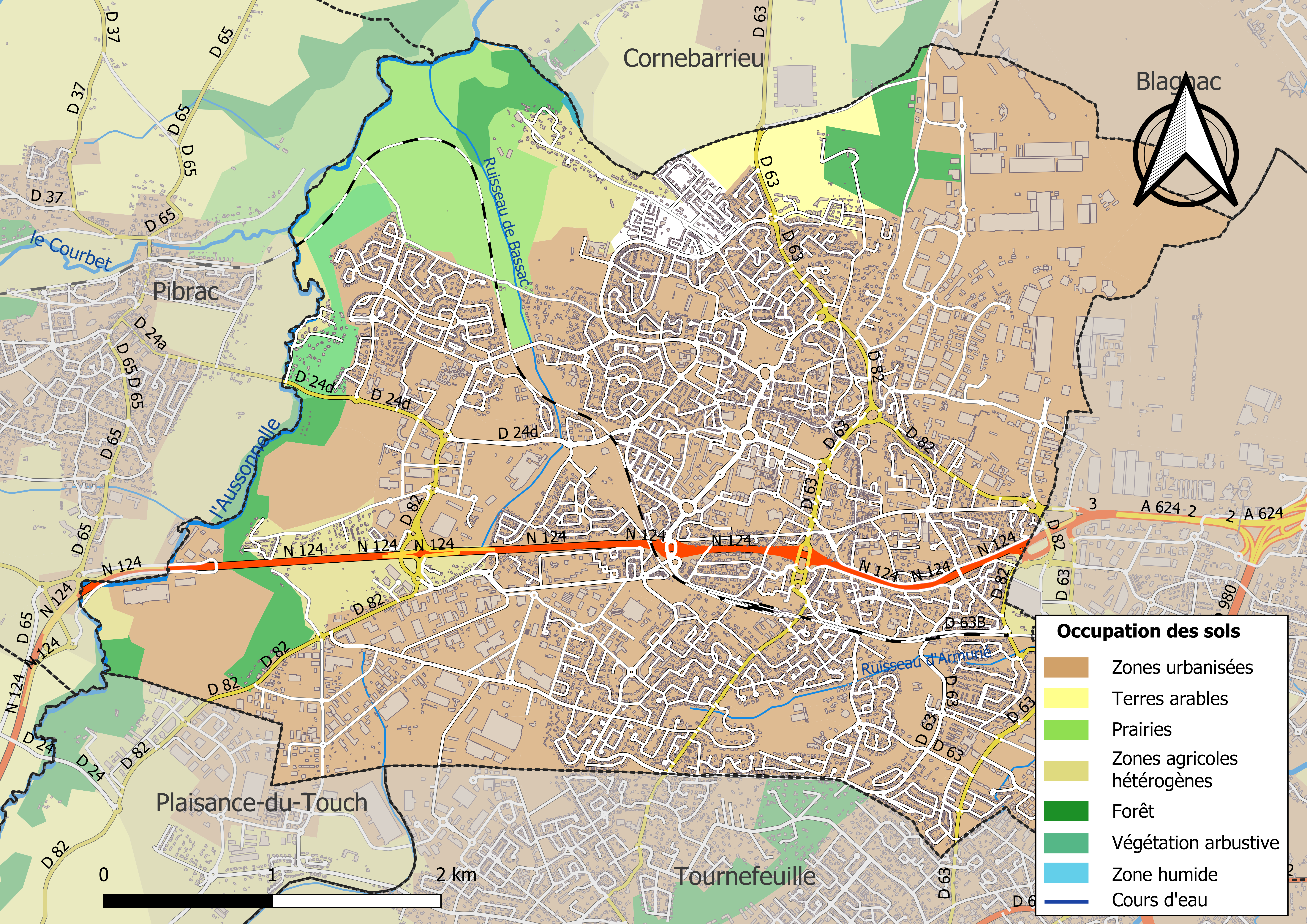
Carte des infrastructures et de l'occupation des sols de la commune en 2018 (CLC).

L'occupation des sols de la commune, telle qu'elle ressort de la base de données européenne d’occupation biophysique des sols Corine Land Cover (CLC), est marquée par l'importance des territoires artificialisés (87,7 % en 2018), en augmentation par rapport à 1990 (49,9 %). La répartition détaillée en 2018 est la suivante : 
zones urbanisées (46,8 %), zones industrielles ou commerciales et réseaux de communication (34,6 %), forêts (5,4 %), prairies (5,1 %), mines, décharges et chantiers (4,5 %), espaces verts artificialisés, non agricoles (1,9 %), terres arables (1,4 %), zones agricoles hétérogènes (0,3 %). L'évolution de l’occupation des sols de la commune et de ses infrastructures peut être observée sur les différentes représentations cartographiques du territoire : la carte de Cassini (XVIIIe siècle), la carte d'état-major (1820-1866) et les cartes ou photos aériennes de l'IGN pour la période actuelle (1950 à aujourd'hui).

### Morphologie urbaine
Les anciens terrains agricoles ont été urbanisés en deux temps : un plan d'urbanisme sur quelques centaines d'hectares vers 1960/1975, (dont la zone industrielle d'En Jacca) qui est pour l'essentiel une ville nouvelle, en bâtiments mixtes, mais où dominent les collectifs, puis, autour, des lotissements ou des résidences couvrant la seconde terrasse.

### Quartiers

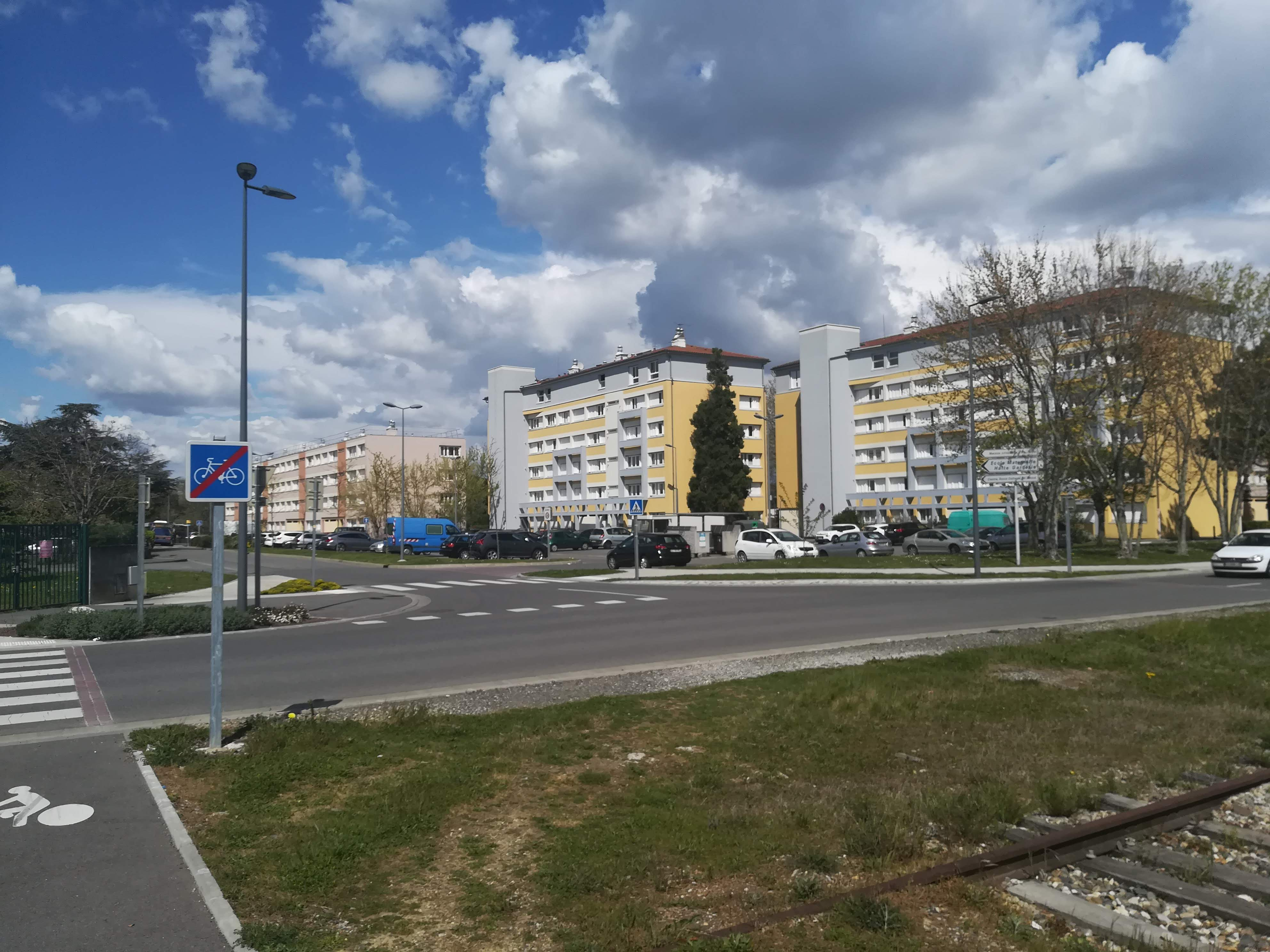
En Jacca.

- Nord-ouest : Naspe Séléry (Séléry, Tinturier, Bassac, Fourcaudis, Espinglière, Maouré, La Naspe)
- Nord-est : Parc aéronautique (Garrousal, Causses, Cabournas, Gramont, La Crabe, La Borie, Les Colomères)
- Ouest/nord-ouest : Perget Monturon (La Palanque, Servat, Monturon, Menuisier, Ramounet, Lespital, Le Perget, Ranch la Forêt, Piquemil, Franc, Triguebeoure)
- Centre ouest : Falcou Fenassiers (Falcou, Val d'Aran, Fenassiers), inclus au sein d'un quartier prioritaire comptant près de 2 900 habitants en 2018[14]
- Centre nord : Prat Couderc (Poitou, Prat, Pradine)
- Plein centre
- Centre sud : Gare (Garonnette)
- Est : Bascule Oratoire (Village, Tricheries, Seycheron, Oratoire, Portalas, Al Page)
- Ouest/sud-ouest : En Jacca, quartier prioritaire comptant 1 246 habitants en 2018, (La Sauvegarde, Garrabot, Triguebeurre, Les Croses, Naudinats, Palas, El Pey, Bordeblanque, La Ménude, L'Échut)
- Sud : Marots Cabirol (En Sigal, Les Sévennes, Le Bousquet, Les Marots, Bourdette, Armurié, Pujouane, Cabirol, La Masque)
- Sud-est : Les Ramassiers (Les Vignes, Ribaria, La Barrière).

### Logement
En 2014, le nombre total de logements dans la commune était de 17 199, alors qu'il était de 14 814 en 2009.
Parmi ces logements, 97,4 % étaient des résidences principales, 1,2 % des résidences secondaires et 1,4 % des logements vacants. Ces logements étaient pour 46,1 % d'entre eux des maisons individuelles et pour 53,8 % des appartements.
La proportion des résidences principales, propriétés de leurs occupants était de 50 %, en hausse sensible par rapport à 2009 (46,5 %). La part de logements HLM loués vides était de 27,5 % contre 30,6 %, leur nombre étant presque constant 4 600 contre 4 429.

### Voies de communication et transports
La commune est accessible par la route nationale 124, qui est une voie rapide, qui traverse Colomiers d'ouest en est et qui compte quatre sorties dans la commune. Elle relie le périphérique de Toulouse à Auch. On compte aussi dans la commune la route départementale 63, qui relie Cornebarrieu à Portet-sur-Garonne.
Colomiers devrait être situé sur le tracé de la future Ligne C du métro de Toulouse, qui devrait relier Colomiers Gare à Labège, en passant par Fontaine Lumineuse, Blagnac, le centre-ville de Toulouse ainsi que ses quartiers nord et est. La ligne devait ouvrir à l'horizon 2025 mais à cause du Covid-19 la mise en service est reportée à 2028.
Plusieurs lignes de bus Tisséo desservent la commune :
- La ligne L2 part de la station de métro Arènes (ligne A) jusqu'au lycée international Victor Hugo à Colomiers.
- La ligne 21 part de la station de métro Basso-Cambo (ligne A) jusqu'à l'usine Airbus.
- La ligne 25 part de l'Oncopole (station de métro Basso-Cambo, ligne A) jusqu'à la gare de Colomiers.
- La ligne 32 part de la gare de Colomiers jusqu'à Pibrac et Brax.
- La ligne 55 part de la gare de Colomiers jusqu'à La Salvetat-Saint-Gilles et Plaisance-du-Touch.
- La ligne 63 part de la station de métro Compans-Caffarelli (ligne B) jusqu'au lycée de Tournefeuille en passant par le quartier des Ramassiers de Colomiers et Airbus.
- La ligne 75 part de la gare de Colomiers jusqu'à Mondonville en passant par Cornebarrieu.
- La ligne 150151 qui boucle depuis la gare de Colomiers, a été créée pour remplacer l'ancien réseau Bus Colomiers.

Il existe aussi un service de transport à la demande, TAD 170, reliant la gare de Colomiers à Cornebarrieu, Aussonne et Mondonville.
Colomiers est également desservi par les lignes 305 et 343 du réseau Arc-en-Ciel, qui relient le métro Arènes ou la gare routière de Toulouse au sud-ouest de l'aire urbaine de Toulouse (Sabonnères, Rieumes…).
La commune compte deux gares ferroviaires : la gare de Colomiers et la gare de Colomiers-Lycée International, toutes deux situées sur la Ligne Arène - Colomiers du réseau Tisséo, cette dernière étant le terminus.
Et l'aéroport de Toulouse-Blagnac est situé à quatorze kilomètres du centre-ville.

#### Transports et Stationnements
Colomiers était desservie par le réseau Bus Colomiers, qui gérait 8 lignes de bus, fonctionnant en boucle et convergeant vers une station centrale (l'esplanade François-Mitterrand). Ce réseau de bus gratuits transportait environ 1 500 000 voyageurs par an. Elle est aujourd'hui desservie par le réseau Tisséo. La commune de Colomiers dispose de plus de 4 000 places de stationnement gratuites en centre-ville, réparties sur six parkings, dont quatre couverts : Périgord, Quercy, Rouergue, Place des Fêtes, Place du Languedoc et Lauragais.

### Risques naturels et technologiques
Colomiers est concerné par un risque d'inondations important. On compte également un risque de séismes de 1/5 (très faible) dans la commune.

## Toponymie
En occitan gascon, la commune se nomme Colomèrs, qui signifie colombier au pluriel, et dérivé du latin "columbarium".

## Histoire
Colomiers est une banlieue de la première couronne toulousaine : son histoire est d'abord rurale et liée aux châteaux des capitouls ou parlementaires de Toulouse et à la vigne. Elle devient ensuite une banlieue plus industrielle, en particulier avec l'arrivée du tramway, puis le développement de l'aéronautique après 1945.
Les quatre rues du « vieux Colomiers » se sont développées autour d'une place entre un fort et l'église, avec quelques hameaux, et sa population veille surtout à préserver ses espaces communautaires (l'église, les biens communaux) contre les empiétements des Toulousains. Les affrontements politiques (entre la Révolution et 1890) permettent aux Républicains de fonder une tradition d'aide sociale municipale.
Le député maire socialiste d'après-guerre Eugène Montel profite de ses relations comme président du Conseil général pour, en 1958, planifier le développement de sa commune dans un projet de socialisme municipal que réalise son successeur.

### Préhistoire

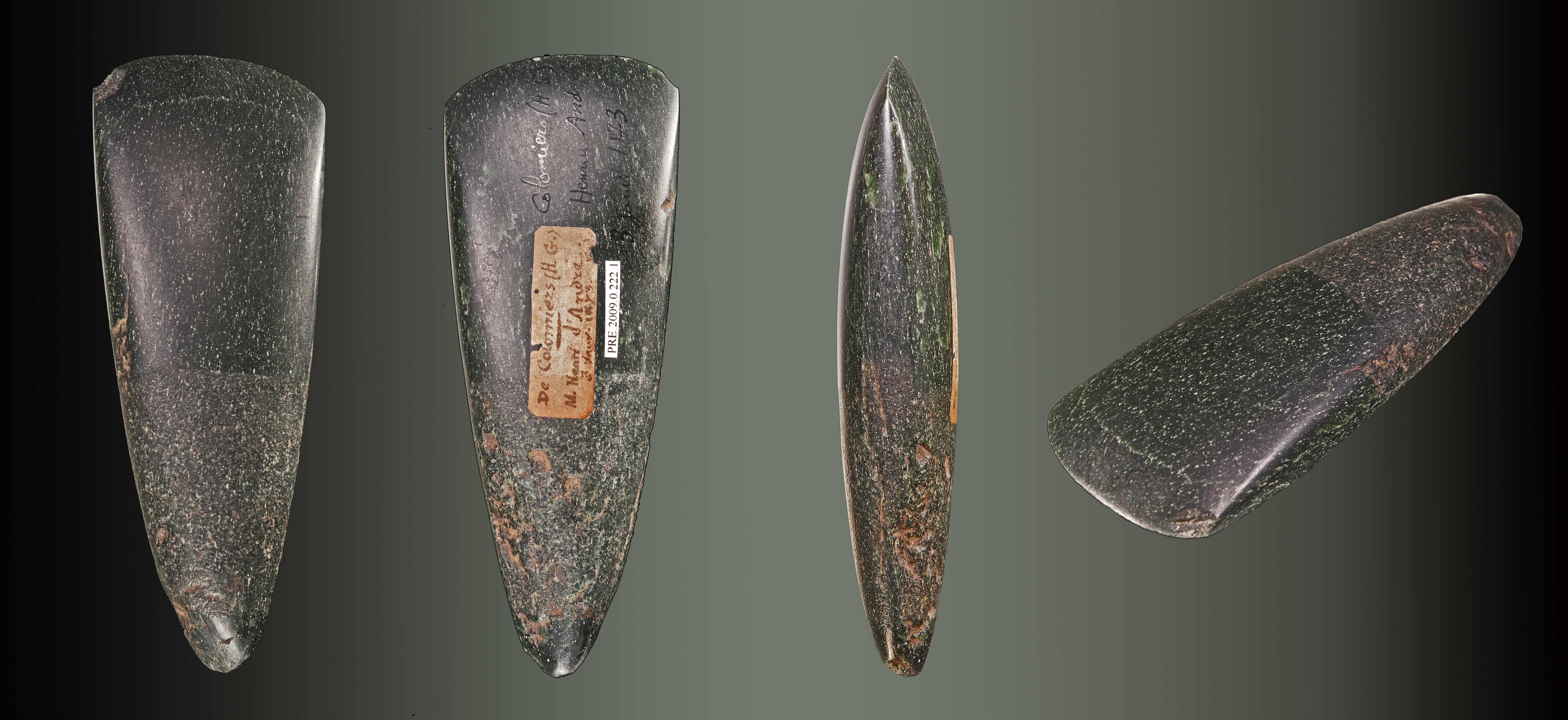
Hache néolithique Colomiers – Muséum de Toulouse.

Des outils taillés avec des quartzites pyrénéens ont été retrouvés sur le site acheuléen d’En Jacca situé au sud-ouest de la commune. Datant du paléolithique inférieur, ils constituent un des plus anciens témoignages de la présence humaine dans la vallée de la Garonne.
Au néolithique, le territoire de la commune de Colomiers abritait déjà un peuplement sédentaire actif. Les vestiges de cette époque sont, en partie, conservés au Muséum de Toulouse.

### Jusqu'à la Révolution, une coseigneurie de la banlieue toulousaine
Le site, occupé au paléolithique, est sur l'axe romain vers Auch. Ses deux terrasses caillouteuses et argileuses, assez médiocres, sont exploitées par plusieurs villae à l'époque romaine (celle de Gramont a été fouillée). Après l'an mille, Colomiers (ou Colomiez à l'époque) dépend pour moitié de la basilique Saint-Sernin de Toulouse, et pour moitié du comte de Toulouse, puis du Roi. Saint-Sernin vend sa part en 1200 à une famille de bourgeois toulousains : Colomiers est officiellement une co-seigneurie entre le Roi et plusieurs familles toulousaines en 1313. Un village se structure autour d'une église dédiée à sainte Radegonde et d'un fort (coseigneurial) au pied duquel on trouve une forge (place Firmin-Pons). Le terroir se couvre de métairies, qui se fortifient et deviennent des châteaux de plaisance pour les familles capitoulaires qui recherchent ce titre de coseigneurs. Elles prennent le nom de leurs propriétaires ou celui de leurs métiers (Gramont, Garroussal, Simonis, Armurier, Teinturier, Selery, Perget ou Raspaud). Ces coseigneurs se disputent plusieurs fois la préséance (les Rabastens vers 1610, M. de Vignes cent ans plus tard). Ils nomment des représentants des villageois (les consuls) qui gèrent les biens de la communauté (un « prat » - pré communal - et une forêt dite de « sauvegarde »). Les faibles revenus permettent l'entretien (rues, fontaines, église, presbytère, et halle de boucherie), malgré le poids des difficultés (guerres de religion, épidémies, passage de troupes…). En plus du blé sur les terrasses des grands domaines, les pentes caillouteuses des rivières se couvrent de vignes. Elles favorisent une micro propriété et un artisanat agricole (voituriers). Vers 1789, les 1200 habitants se divisent, parfois violemment : la Révolution détruit la coseigneurie, divise la paroisse, défait les communaux et oppose les habitants (par exemple lors de l'émeute de 1799). Les artisans favorables à la République (Collongues) s'opposent aux familles plus proches des anciens coseigneurs (De Vignes) : le principal coseigneur anti-révolutionnaire est Francois-Xavier Mescur de Lasplanes, qui s'appuie sur la charité paroissiale. Il gère la commune après son ralliement au Premier Empire. Il la domine sous la Restauration. Le village s'appelle d'ailleurs Colomiers-Lasplanes à la fin du XIXe siècle.

### Le village de banlieue
Après 1830, les propriétaires bourgeois de Toulouse qui viennent à la belle saison dans leurs châteaux, cherchent à rentabiliser leurs domaines : au conseil municipal, ils veulent privatiser les communaux et limiter leurs impôts (restriction sur l'école gratuite pour les enfants pauvres…), afin d'« embellir » le village (les « odeurs » du cimetière et des mares, les croix des places gênent leurs aller-retour). Cela les oppose aux villageois : d'un côté, les paysans catholiques veulent conserver un cadre paroissial traditionnel (le cimetière à côté de l'église, des écoles religieuses, notamment avec l'arrivée de sœurs pour les filles), de l'autre, les artisans républicains défendent les biens communaux et l'enseignement laïc. Cela provoque des tensions de type Clochemerle (délinquance rurale, destructions des bois, bagarres politiques vers 1848). Sous le Second Empire et à la fin du XIXe siècle, même si le terroir reste agricole (vigne, blé), l'arrivée du train, d'entreprises (fabrique de malles, tuileries, développement des chemiseries à domicile ou de l'horticulture au Cabirol) et le développement de la scolarisation ou de l'aide sociale sont les dossiers qui opposent les élus. Le légitimiste, gendre de Lasplanes fils, Gabriel Lacoste de Belcastel, le bonapartiste industriel De Pigny, le propriétaire modéré Baqué, le médecin républicain Marini et même l'avocat socialisant Bales s'opposent, en particulier sur le dossier de la scolarité, des communaux ou de l'emplacement de la mairie. L'église et la mairie (déplacée) sont embellies, la population passe à 1700 habitants. Après 1900, la commune de banlieue est marquée par l'arrivée du tramway et son électrification. L'accord politique se fait sur un développement d'une aide sociale à une population frappée par le mildiou, la fuite des ouvriers agricoles, et la saignée démographique de 1914/18, sous la tranquille période du radical Étienne Collongue. Vers 1930, son successeur l'ingénieur centriste Calvet modernise un peu la gestion. L'occupation allemande et une reprise du développement urbain de la commune, surtout pour loger les ouvriers des usines aéronautiques voisines pose dans les années 1950 la question d'un nouveau développement.

### Du village à la ville nouvelle
Eugène Montel était un ancien collaborateur de Léon Blum, ancien président du Conseil du Front populaire, qu'il avait caché à Colomiers en 1940 au château de l'Armurier (du XVIIe siècle). Après un séjour de 82 jours, Léon Blum fut arrêté par la milice le 15 septembre 1940 en compagnie d'Eugène Montel et de Vincent Auriol.
Maire socialiste depuis la Libération, d'abord avec l'appui des communistes, puis avec celui du centre droit chrétien (Anne Laffont), Eugène Montel est aussi député et président du Conseil général : il profite de ses contacts pour lancer avec son collaborateur et successeur Alex Raymond le projet novateur, dès 1958, d'une ville nouvelle devant faire passer le village de 3 000 habitants à une ville de 35 000, la seconde commune du département. Le plan Viguier prévoit l'implantation de zones industrielles (En Jacca et celle liée à l'aéronautique Dassault et Aérospatiale). Cela donne du travail et les moyens de développer un urbanisme planifié marqué par des ronds-points. Cela permet aussi de soutenir un socialisme municipal qui fait de la commune un bastion électoral avec un haut niveau de services publics et de vie associative (en particulier une forte école de rugby). Dans les années 1980/1990, des difficultés financières et l'évolution de la population conduisent à une nouvelle phase d'équipement et d'urbanisation (lycée international, ligne C, zones pavillonnaires et commerciales) qui effacent les derniers espaces agricoles et fondent Colomiers dans la zone urbaine de Toulouse (avec une implication de plus en plus forte dans l'intercommunalité, en particulier le grand Toulouse).
Signe particulier, jusqu'en 2001, les nombreux ronds-points de la ville avaient la priorité à droite puisque, disait Alex Raymond, ancien maire, cette ville avait été conçue ainsi et que « ça marchait depuis bien avant la loi instituant la priorité à gauche sur les ronds-points ». L'utilisation importante des ronds-points à Colomiers permet à la ville de n'avoir quasiment aucun recours aux feux tricolores (on en compte deux dans toute la ville et ceux-ci sont au vert la majeure partie du temps). Sous l'impulsion du nouveau maire Bernard Sicard, l'harmonisation des ronds-points de la ville est entrée dans les faits. Autres spécificités de la ville de Colomiers, la gratuité des parkings.

### Héraldique
| Colomiers | Son blasonnement est : Écartelé : au premier d'azur à une tour d'argent, au deuxième d'azur au lion d'argent, au troisième de gueules au taureau furieux d'or, au quatrième de gueules à la croix cléchée, vidée et pommetée de douze pièces d'or. |

## Politique et administration

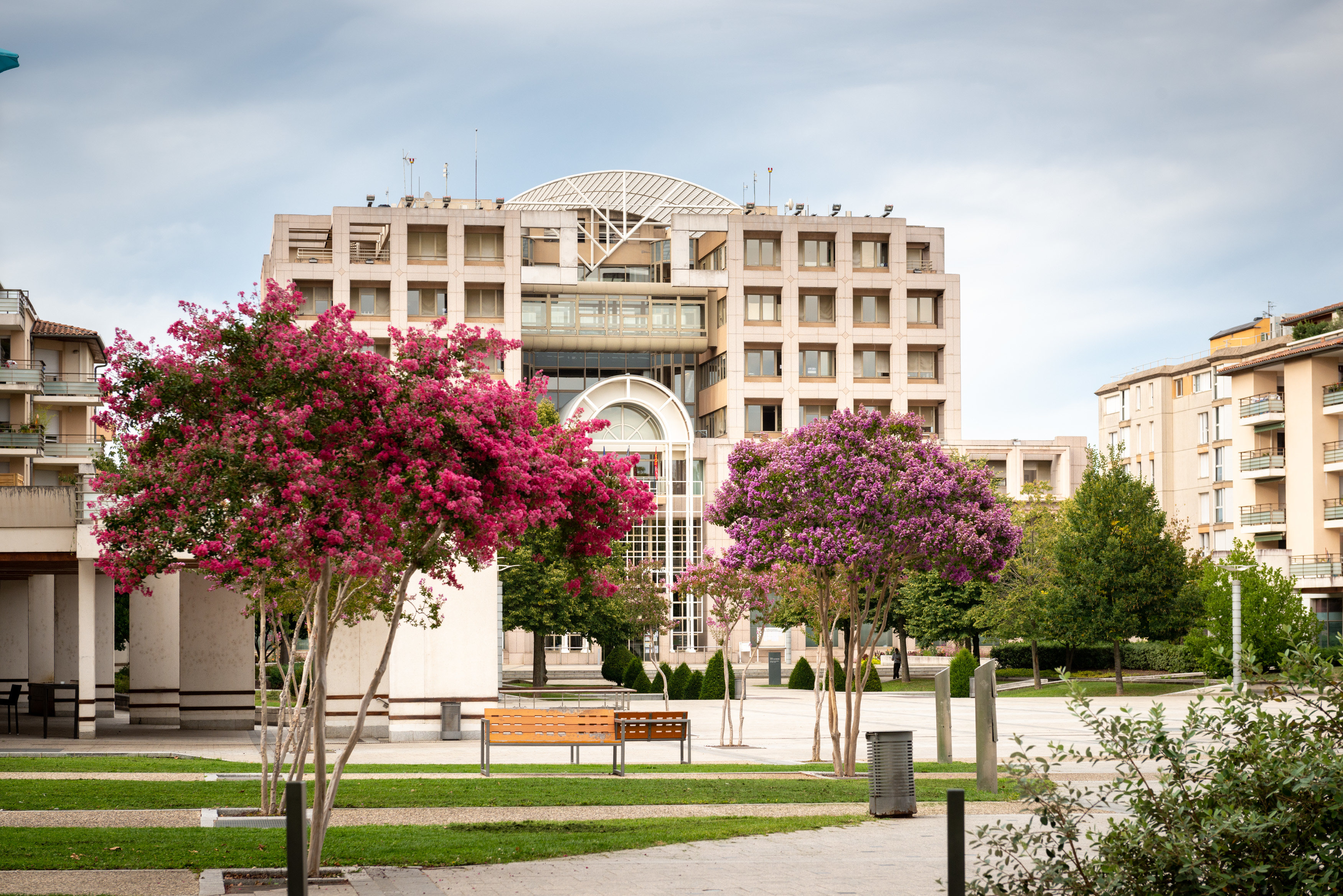
Hôtel de Ville de Colomiers - Place Alex-Raymond

### Rattachements administratifs et électoraux
La commune fait partie de la sixième circonscription de la Haute-Garonne de Toulouse Métropole et du canton de Toulouse-7. Elle accueille un conseil municipal des jeunes (CMJ).

### Administration municipale
Le nombre d'habitants au recensement de 2017 étant compris entre 30 000 habitants et 39 999 habitants, le nombre de membres du conseil municipal pour l'élection de 2020 est de trente-neuf,.

### Liste des maires
| Période         | Période      | Identité                | Étiquette    | Qualité                                                                         |
| --------------- | ------------ | ----------------------- | ------------ | ------------------------------------------------------------------------------- |
| 20 octobre 1944 | février 1966 | Eugène Montel           | SFIO         | Président du Conseil général et député                                          |
| 20 février 1966 | mars 2001    | Alexis dit Alex Raymond | SFIO puis PS | Président du Conseil régional et député                                         |
| 17 mars 2001    | 30 mars 2014 | Bernard Sicard          | PS           | Vice-président du Conseil général et de la communauté urbaine du Grand Toulouse |
| 4 avril 2014    | En cours     | Karine Traval-Michelet  | PS           | Cadre supérieure, 2e vice-présidente de Toulouse Métropole (2015 → )            |

### Politique de développement durable
La ville a engagé une politique de développement durable en lançant une démarche d'Agenda 21 en 2008.
Dans son palmarès 2016, le Conseil national de villes et villages fleuris de France a renouvelé son attribution de trois fleurs à la commune au Concours des villes et villages fleuris.

#### Écologie et recyclage
La collecte et le traitement des déchets des ménages et des déchets assimilés ainsi que la protection et la mise en valeur de l'environnement se font dans le cadre de la métropole de Toulouse Métropole.

### Finances locales
Cette sous-section présente la situation des finances communales de Colomiers.
Pour l'exercice 2013, le compte administratif du budget municipal de Colomiers s'établit à  95 705 000 € en dépenses et 104 031 000 € en recettes :
En 2013, la section de fonctionnement se répartit en 60 365 000 €  de charges (1 701 € par habitant) pour 66 464 000 € de produits (1 873 € par habitant), soit un solde de 6 098 000 € (172 € par habitant), :
- le principal pôle de dépenses de fonctionnement est celui des charges de personnels[Note 8] pour  38 686 000 € (64 %), soit 1 090 € par habitant, ratio supérieur de 49 % à la valeur moyenne pour les communes de la même strate (733 € par habitant). Pour la période allant de 2009 à 2013, ce ratio fluctue et présente un minimum de 1 060 € par habitant en 2012 et un maximum de 1 090 € par habitant en 2013 ;
- la plus grande part des recettes est constituée des impôts locaux[Note 9] pour  13 507 000 € (20 %), soit 381 € par habitant, ratio inférieur de 31 % à la valeur moyenne pour les communes de la même strate (556 € par habitant). En partant de 2009 et jusqu'à 2013, ce ratio augmente de façon continue de 347 € à 381 € par habitant.

Les taux des taxes ci-dessous sont votés par la municipalité de Colomiers. Ils ont varié de la façon suivante par rapport à 2012 :
- la taxe d'habitation sans variation 10,81 % ;
- la taxe foncière sur le bâti égale 13,91 % ;
- celle sur le non bâti sans variation 111,30 %.

La section investissement se répartit en emplois et ressources. Pour 2013, les emplois comprennent par ordre d'importance :
- des dépenses d'équipement[Note 11] pour une somme de 27 990 000 € (79 %), soit 789 € par habitant, ratio supérieur de 108 % à la valeur moyenne pour les communes de la même strate (379 € par habitant). Depuis 5 ans, ce ratio fluctue et présente un minimum de 296 € par habitant en 2010 et un maximum de 789 € par habitant en 2013 ;
- des remboursements d'emprunts[Note 12] pour une valeur de 3 000 000 € (8 %), soit 85 € par habitant, ratio inférieur de 11 % à la valeur moyenne pour les communes de la même strate (96 € par habitant).

Les ressources en investissement de Colomiers se répartissent principalement en :
- nouvelles dettes pour une valeur de 5 000 000 € (13 %), soit 141 € par habitant, ratio supérieur de 31 % à la valeur moyenne pour les communes de la même strate (108 € par habitant). Depuis 5 ans, ce ratio augmente de façon continue de 0 € à 141 € par habitant ;
- subventions reçues pour une valeur de 4 796 000 € (13 %), soit 135 € par habitant, ratio supérieur de 85 % à la valeur moyenne pour les communes de la même strate (73 € par habitant).

L'endettement de Colomiers au 31 décembre 2013 peut s'évaluer à partir de trois critères : l'encours de la dette, l'annuité de la dette et sa capacité de désendettement :
- l'encours de la dette pour une valeur totale de 2 215 000 €, soit 62 € par habitant, ratio inférieur de 94 % à la valeur moyenne pour les communes de la même strate (1 092 € par habitant). Sur les 5 dernières années, ce ratio fluctue et présente un minimum de 10 € par habitant en 2012 et un maximum de 62 € par habitant en 2013[A2 5] ;
- l'annuité de la dette pour une valeur totale de 3 012 000 €, soit 85 € par habitant, ratio inférieur de 36 % à la valeur moyenne pour les communes de la même strate (133 € par habitant). Sur la période 2009 - 2013, ce ratio augmente de façon continue de 1 € à 85 € par habitant[A2 5] ;
- la capacité d'autofinancement (CAF) pour une valeur totale de 8 964 000 €, soit 253 € par habitant, ratio supérieur de 47 % à la valeur moyenne pour les communes de la même strate (172 € par habitant). Sur les 5 dernières années, ce ratio fluctue et présente un minimum de 253 € par habitant en 2013 et un maximum de 453 € par habitant en 2010[A2 6]. La capacité de désendettement est de moins d'un an en 2013. Sur une période de 14 années, ce ratio présente un minimum en 2013 et un maximum d'environ 9 années en 2000.

### Instances judiciaires et administratives
Les juridictions compétentes pour la commune de Colomiers sont le tribunal d'instance de Toulouse, le tribunal de grande instance de Toulouse, la cour d'appel de Toulouse, le tribunal pour enfants de Toulouse, le conseil de prud'hommes de Toulouse, le tribunal de commerce de Toulouse, le tribunal administratif de Toulouse, la cour administrative d'appel de Bordeaux, et la chambre régionale des comptes de Montpellier.

### Jumelage
La ville de Colomiers est jumelée avec Victoriaville (ville du Québec) depuis 2019. Le CMJ (Conseil municipal des jeunes) va aller une fois au Québec pour établir des liens et discuter car Colomiers et Victoriaville ont à peu près les mêmes statistiques en ce qui concerne la population et la superficie. Des idées qui pourraient être appliquées à Colomiers pourraient l'être à Victoriaville.

## Démographie

### Évolutions
| 1793  | 1800  | 1806  | 1821  | 1831  | 1836  | 1841  | 1846  | 1851  |
| ----- | ----- | ----- | ----- | ----- | ----- | ----- | ----- | ----- |
| 1 080 | 1 155 | 1 227 | 1 247 | 1 149 | 1 338 | 1 325 | 1 456 | 1 456 |

| 1856  | 1861  | 1866  | 1872  | 1876  | 1881  | 1886  | 1891  | 1896  |
| ----- | ----- | ----- | ----- | ----- | ----- | ----- | ----- | ----- |
| 1 414 | 1 576 | 1 634 | 1 716 | 1 712 | 1 710 | 1 716 | 1 623 | 1 689 |

| 1901  | 1906  | 1911  | 1921  | 1926  | 1931  | 1936  | 1946  | 1954  |
| ----- | ----- | ----- | ----- | ----- | ----- | ----- | ----- | ----- |
| 1 720 | 1 732 | 1 829 | 1 556 | 1 640 | 1 821 | 1 860 | 2 122 | 3 195 |

| 1962  | 1968   | 1975   | 1982   | 1990   | 1999   | 2006   | 2011   | 2016   |
| ----- | ------ | ------ | ------ | ------ | ------ | ------ | ------ | ------ |
| 4 607 | 10 584 | 20 126 | 23 326 | 26 979 | 28 538 | 32 110 | 35 784 | 38 716 |

| 2021   | 2022   | - | - | - | - | - | - | - |
| ------ | ------ | - | - | - | - | - | - | - |
| 40 159 | 40 916 | - | - | - | - | - | - | - |

| selon la population municipale des années : | 1968 | 1975 | 1982 | 1990 | 1999 | 2006 | 2009 | 2013 |
| Rang de la commune dans le département      | 4    | 2    | 2    | 2    | 2    | 2    | 2    | 2    |
| Nombre de communes du département           | 592  | 582  | 586  | 588  | 588  | 588  | 589  | 589  |

Au recensement de 2006, les 32 110 habitants (15 671 hommes et 16 438 femmes) se décomposent suivant les tranches d'âges suivantes:
27,0 % de moins de 20 ans
56,4 % de 20 à 59 ans
10,3 % de 60 à 74 ans
6,3 % de 75 ans et plus

## Économie

### Revenus
En 2018  (données Insee publiées en septembre 2021), la commune compte 16 445 ménages fiscaux, regroupant 37 481 personnes. La médiane du revenu disponible par unité de consommation est de 22 860 € (23 140 € dans le département). 56 % des ménages fiscaux sont imposés (55,3 % dans le département).

### Emploi
|                | 2008  | 2013  | 2018  |
| -------------- | ----- | ----- | ----- |
| Commune        | 7,8 % | 9,4 % | 9,7 % |
| Département    | 7,7 % | 9,6 % | 9,3 % |
| France entière | 8,3 % | 10 %  | 10 %  |

En 2018, la population âgée de 15 à 64 ans s'élève à 25 035 personnes, parmi lesquelles on compte 78 % d'actifs (68,3 % ayant un emploi et 9,7 % de chômeurs) et 22 % d'inactifs,. Depuis 2008, le taux de chômage communal (au sens du recensement) des 15-64 ans est supérieur à celui du département, mais inférieur à celui de la France.
La commune fait partie du pôle principal de l'aire d'attraction de Toulouse,. Elle compte 30 520 emplois en 2018, contre 27 666 en 2013 et 23 277 en 2008. Le nombre d'actifs ayant un emploi résidant dans la commune est de 17 269, soit un indicateur de concentration d'emploi de 176,7 % et un taux d'activité parmi les 15 ans ou plus de 63,1 %.
Sur ces 17 269 actifs de 15 ans ou plus ayant un emploi, 6 391 travaillent dans la commune, soit 37 % des habitants. Pour se rendre au travail, 79,4 % des habitants utilisent un véhicule personnel ou de fonction à quatre roues, 8,9 % les transports en commun, 9,7 % s'y rendent en deux-roues, à vélo ou à pied et 2,1 % n'ont pas besoin de transport (travail au domicile).

### Activités hors agriculture

#### Secteurs d'activités
3 169 établissements sont implantés  à Colomiers au 31 décembre 2019. Le tableau ci-dessous en détaille le nombre par secteur d'activité et compare les ratios avec ceux du département,.
| Secteur d'activité                                                                                        | Commune | Commune | Département |
| Secteur d'activité                                                                                        | Nombre  | %       | %           |
| --- | ------- | ------- | ----------- |
| Ensemble                                                                                                  | 3 169   | 100 %   | (100 %)     |
| Industrie manufacturière, industries extractives et autres                                                | 202     | 6,4 %   | (5,7 %)     |
| Construction                                                                                              | 343     | 10,8 %  | (12 %)      |
| Commerce de gros et de détail, transports, hébergement et restauration                                    | 853     | 26,9 %  | (25,9 %)    |
| Information et communication                                                                              | 144     | 4,5 %   | (4,1 %)     |
| Activités financières et d'assurance                                                                      | 133     | 4,2 %   | (3,8 %)     |
| Activités immobilières                                                                                    | 92      | 2,9 %   | (4,2 %)     |
| Activités spécialisées, scientifiques et techniques et activités de services administratifs et de soutien | 621     | 19,6 %  | (19,8 %)    |
| Administration publique, enseignement, santé humaine et action sociale                                    | 544     | 17,2 %  | (16,6 %)    |
| Autres activités de services                                                                              | 237     | 7,5 %   | (7,9 %)     |

Le secteur du commerce de gros et de détail, des transports, de l'hébergement et de la restauration est prépondérant dans la commune puisqu'il représente 26,9 % du nombre total d'établissements de la commune (853 sur les 3169 entreprises implantées  à Colomiers), contre 25,9 % au niveau départemental.

#### Entreprises et commerces
Les cinq entreprises ayant leur siège social sur le territoire communal qui génèrent le plus de chiffre d'affaires en 2020 sont : 
- Airbus Transport International, transports aériens de fret (155 346 k€) ;
- Knauf Sud, fabrication d'éléments en matières plastiques pour la construction (102 236 k€) ;
- Goodrich Aerospace Europe, construction aéronautique et spatiale (96 418 k€) ;
- Excent France - Serta, ingénierie, études techniques (52 519 k€) ;
- Unither Liquid Manufacturing, fabrication de préparations pharmaceutiques (45 063 k€).

L'économie est principalement liée à l'industrie aéronautique et au secteur tertiaire à travers des zones d'activités : Zone aéronautique au nord-est (Airbus), ZI En Jacca (stockage, logistique), ZAC du Perget (commerces et services), en pleine expansion à partir de 2005 et ZAC des Ramassiers, zone en développement à partir de 2007. Le secteur de la construction est présent avec l'usine de production de briques du groupe Terreal.

### Agriculture
|               | 1988 | 2000 | 2010 | 2020 |
| ------------- | ---- | ---- | ---- | ---- |
| Exploitations | 24   | 16   | 4    | 3    |
| SAU (ha)      | 268  | 101  | 25   | 21   |

La commune est dans « les Vallées », une petite région agricole consacrée à la polyculture sur les plaines et terrasses alluviales qui s’étendent de part et d’autre des sillons marqués par la Garonne et l’Ariège. En 2020, l'orientation technico-économique de l'agriculture  dans la commune est l'élevage d'équidés et/ou d' autres herbivores. Trois exploitations agricoles ayant leur siège dans la commune sont dénombrées lors du recensement agricole de 2020 (24 en 1988). La superficie agricole utilisée est de 21 ha,,.

## Culture locale et patrimoine

### Lieux et monuments
- Église Sainte-Radegonde.
- Chapelle du cimetière.
- Chapelle Sainte-Bernadette dédiée à sainte Bernadette.

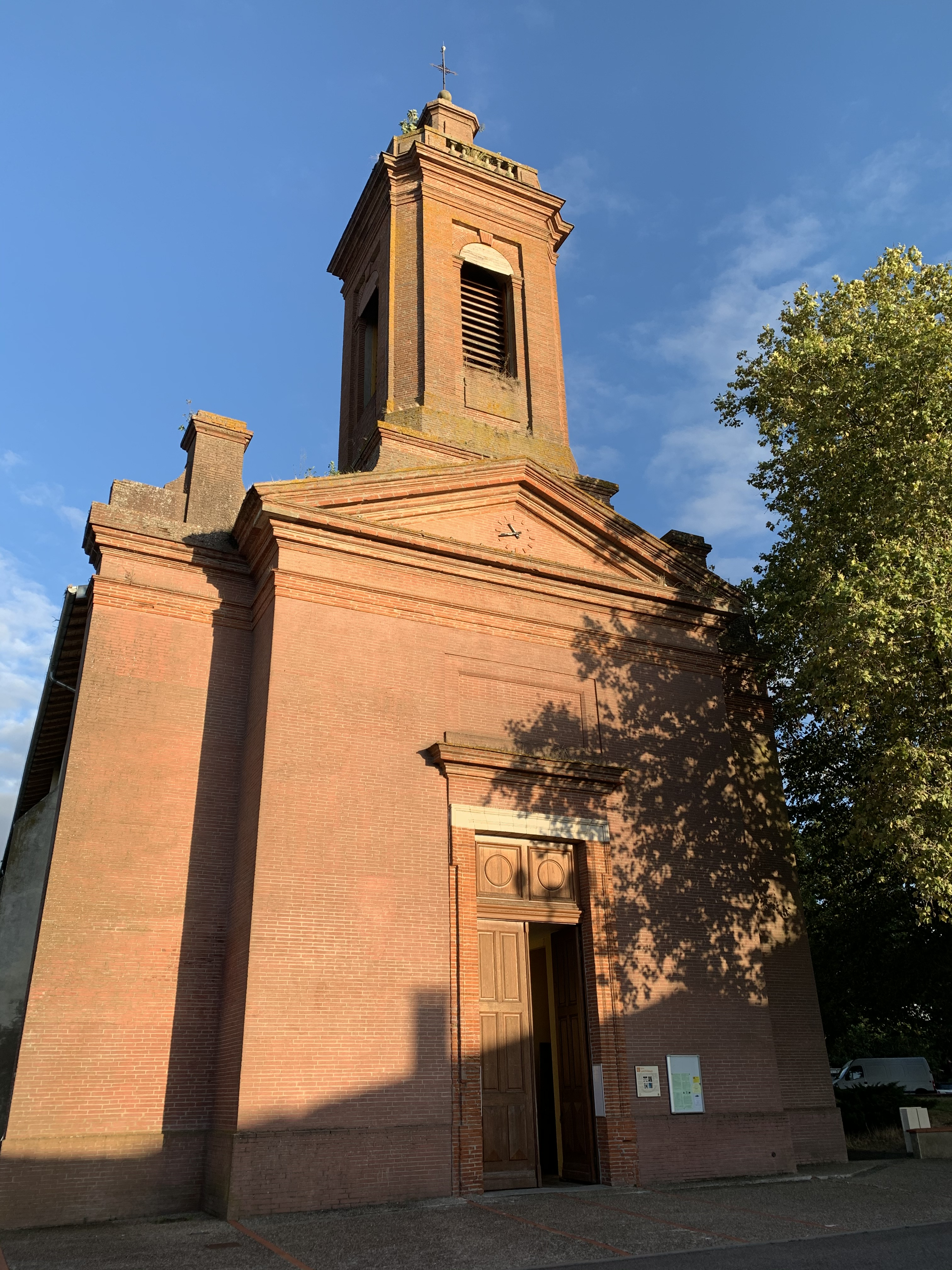
L'église Sainte-Radegonde.
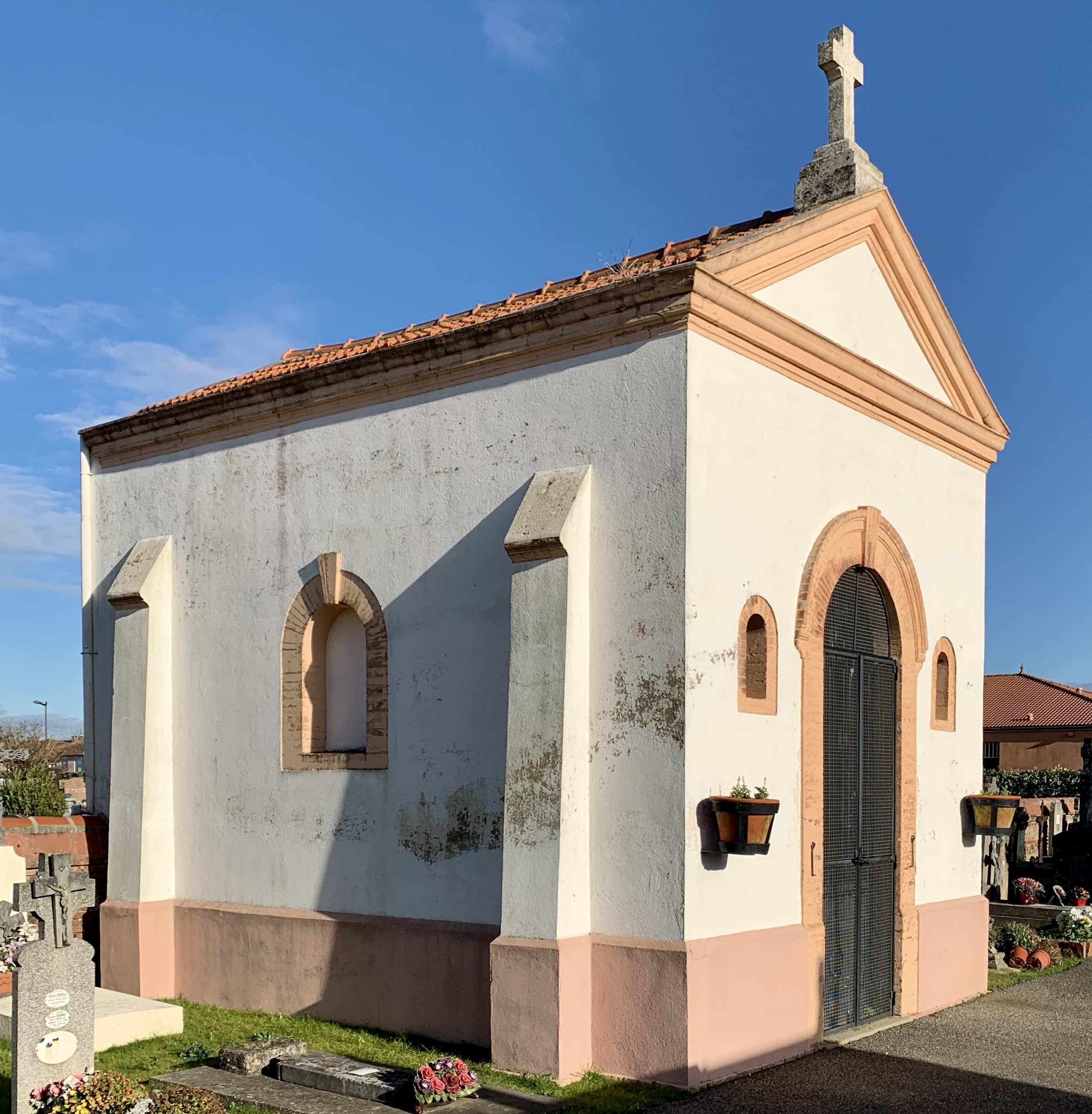
La chapelle du cimetière
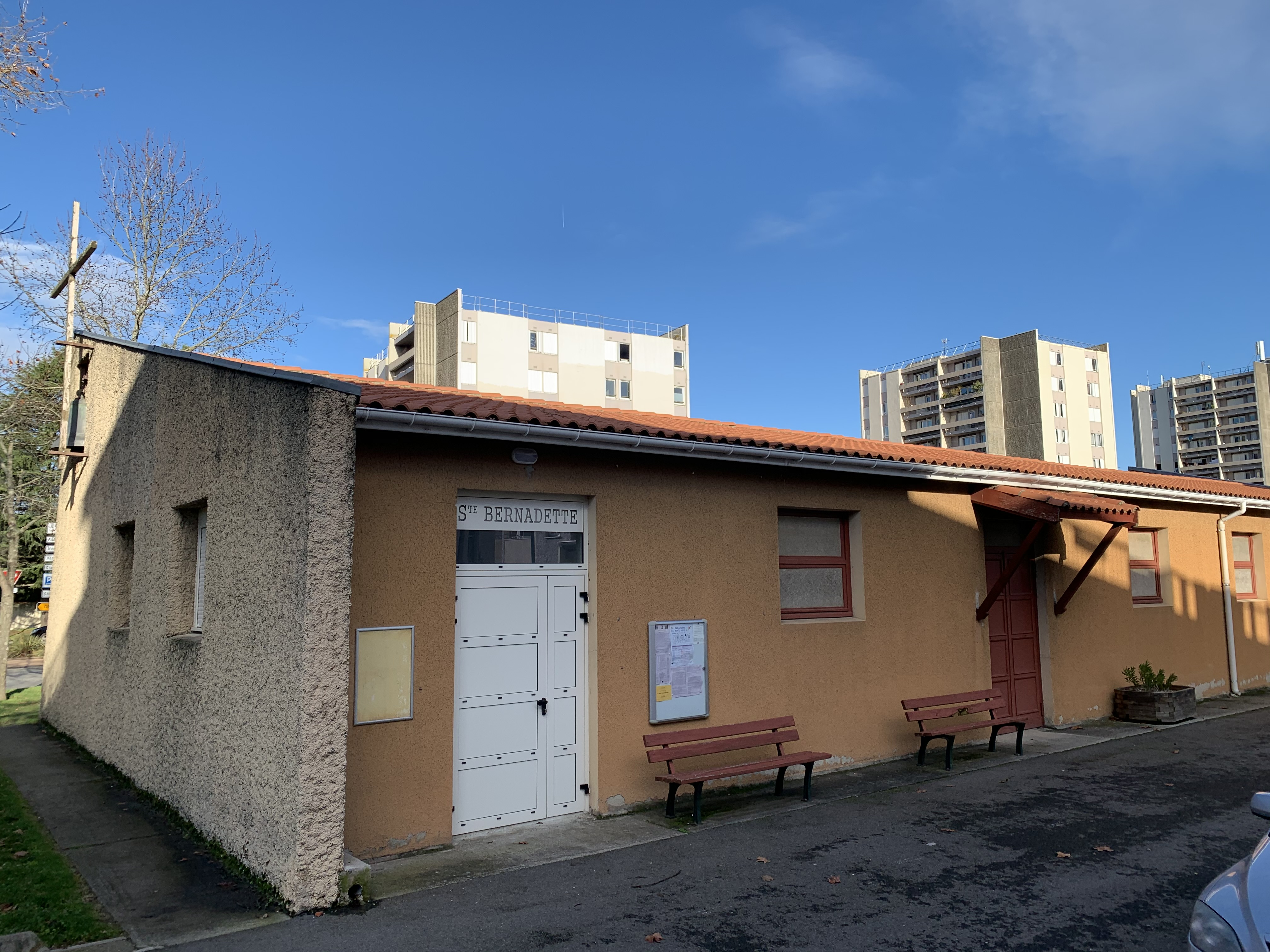
La chapelle Sainte-Bernadette

- Villa romaine de Gramont
- Espace nautique Jean Vauchère
- Auditorium Jean Cayrou (concerts…)
- Pavillon blanc Henri-Molina - Médiathèque et Centre d'Art, conçu par l'architecte Rudy Ricciotti
- Ferme du Perget et sa façade avec son décor paysager et naturel
- Château du Cabirol, visible derrière les bâtiments de la clinique du même nom, avenue Étienne-Collongues
- Château de l'Armurier, lieu de l'arrestation de Léon Blum et Eugène Montel le 15 septembre 1940[39], au cœur d'une zone protégée de l'urbanisation sur les hauteurs des Ramassiers.
- Porte du château des Raspaud, à proximité de la place Firmin-Pons
- Oratoire allée de Naurouze réalisé par les frères Francinot, décoré à la fresque par Jean Ningres lors de sa construction. L'œuvre a été restaurée par l'artiste en 1919. Propriété privée, le monument a été cédé à la ville de Colomiers qui le réhabilite en 1992 et le décore avec la photographie d'un tableau de Jean Ningres, une Vierge à l'Enfant que l'on peut voir dans l’église Sainte-Radegonde. La décoration de l'oratoire est complétée par l'allégorie des 4 Évangélistes.
- Paradise Park, un parc d'attractions des années 1990, aujourd'hui fermé

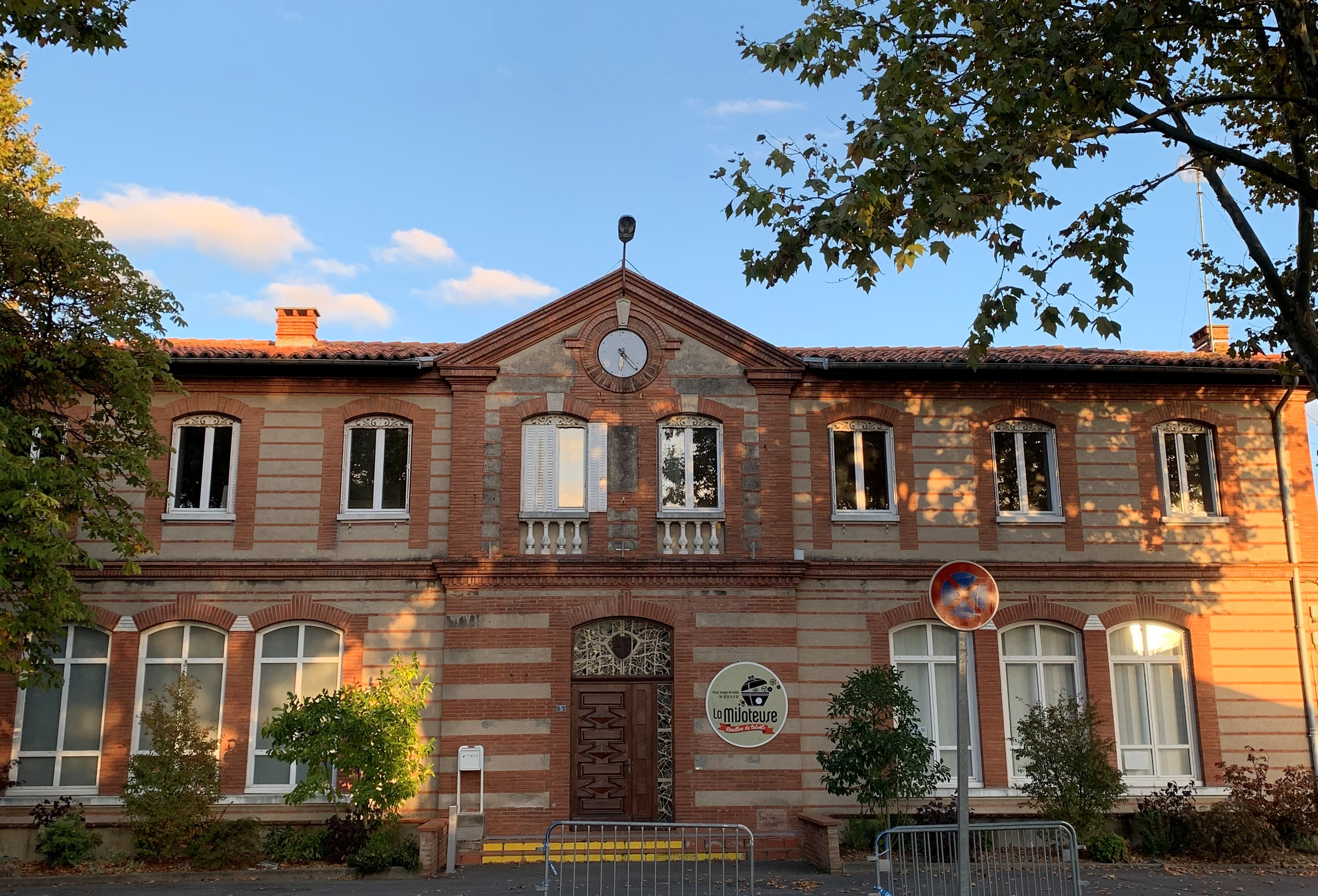
L'ancienne mairie construite en 1936.
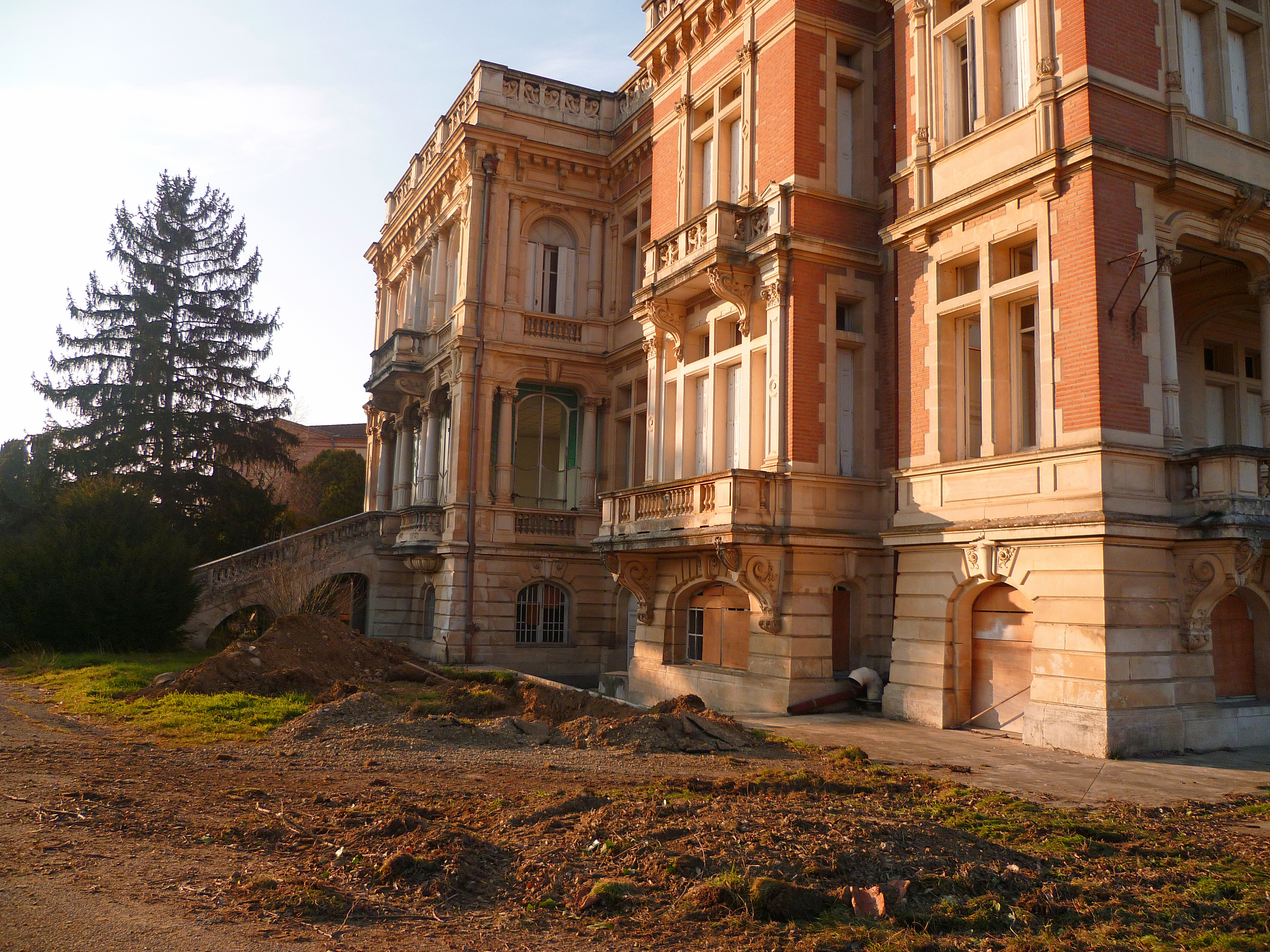
Le château du Cabirol.
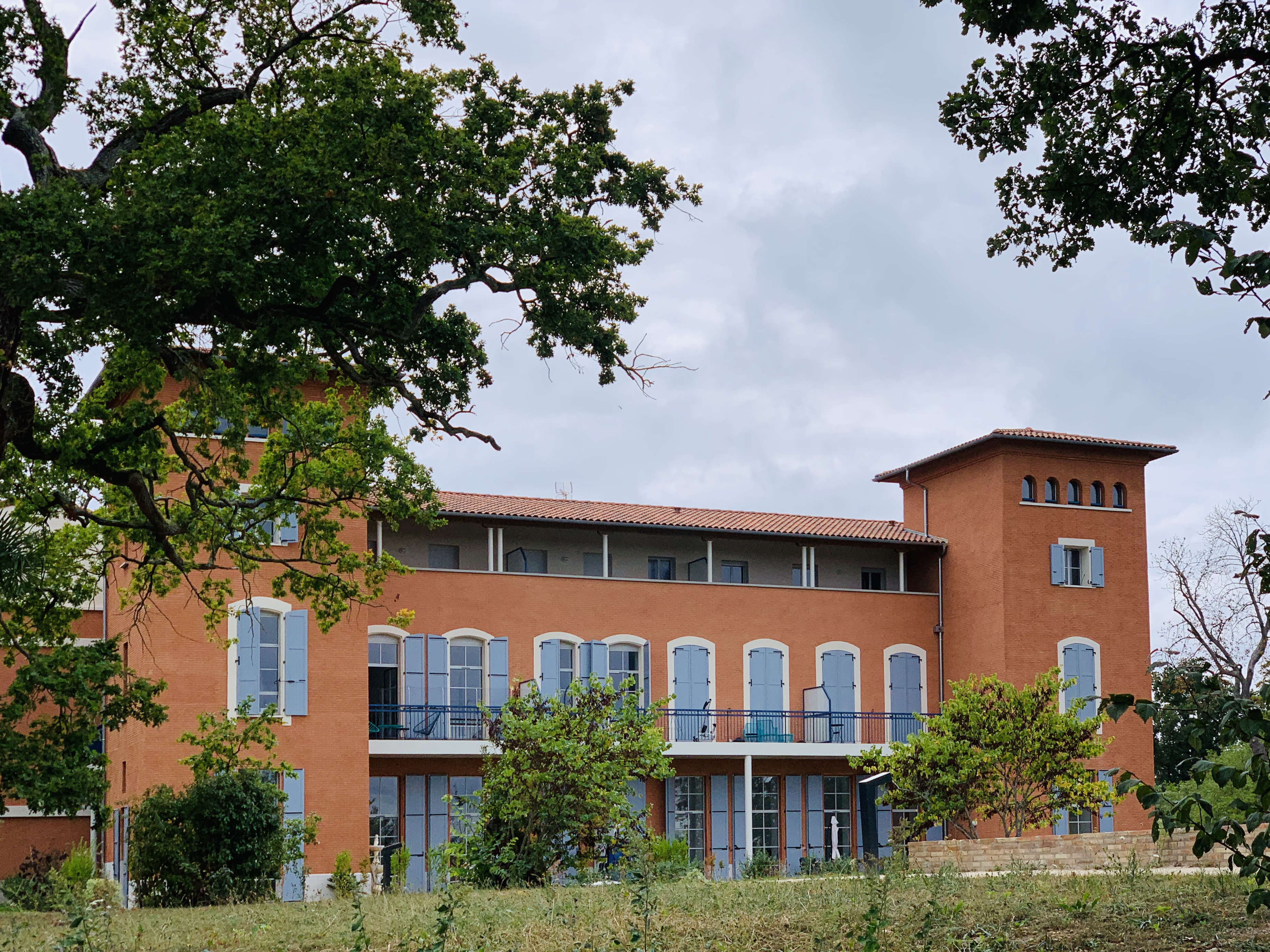
Le château de l'Armurier.
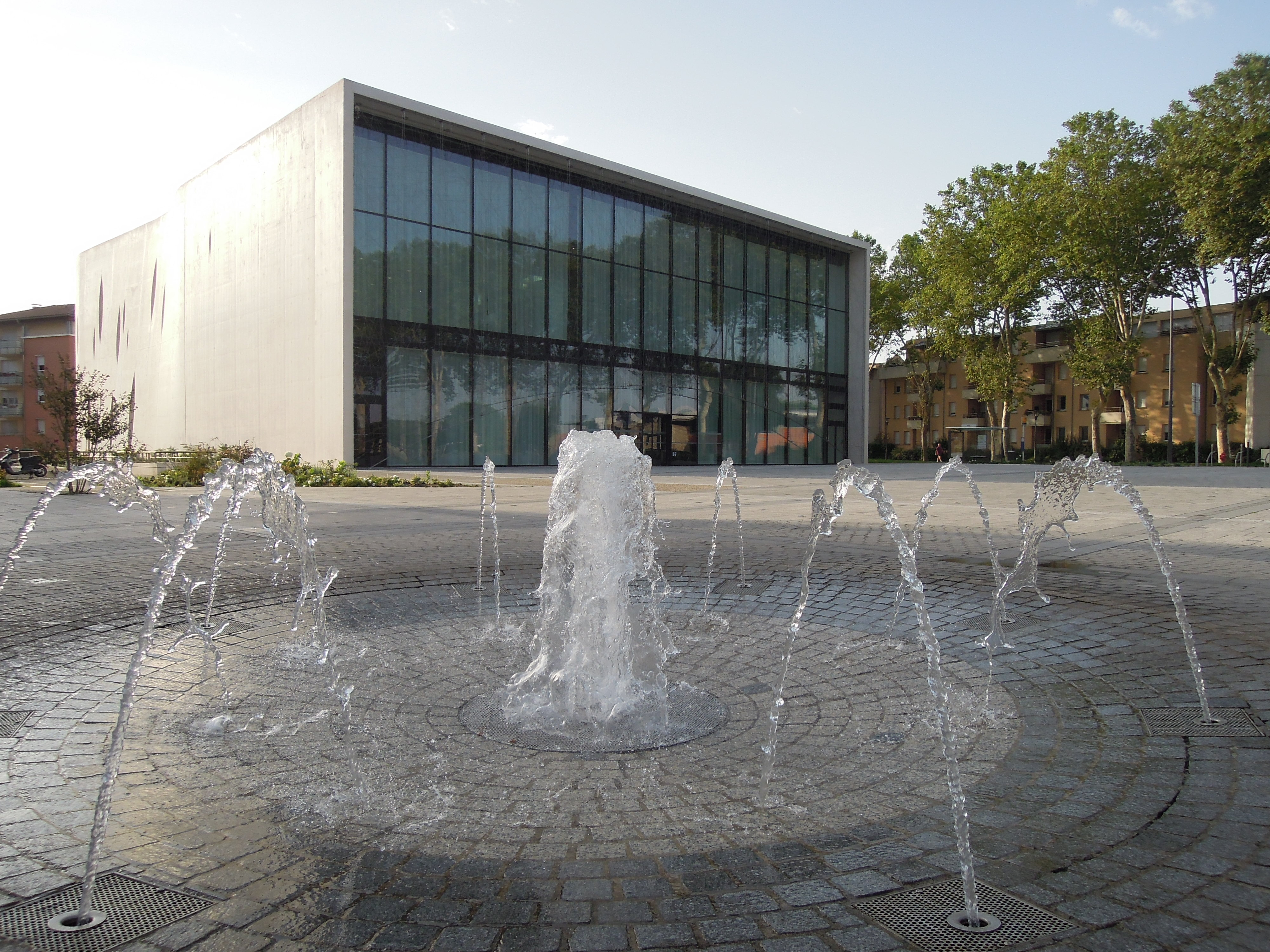
Pavillon blanc Henri-Molina.
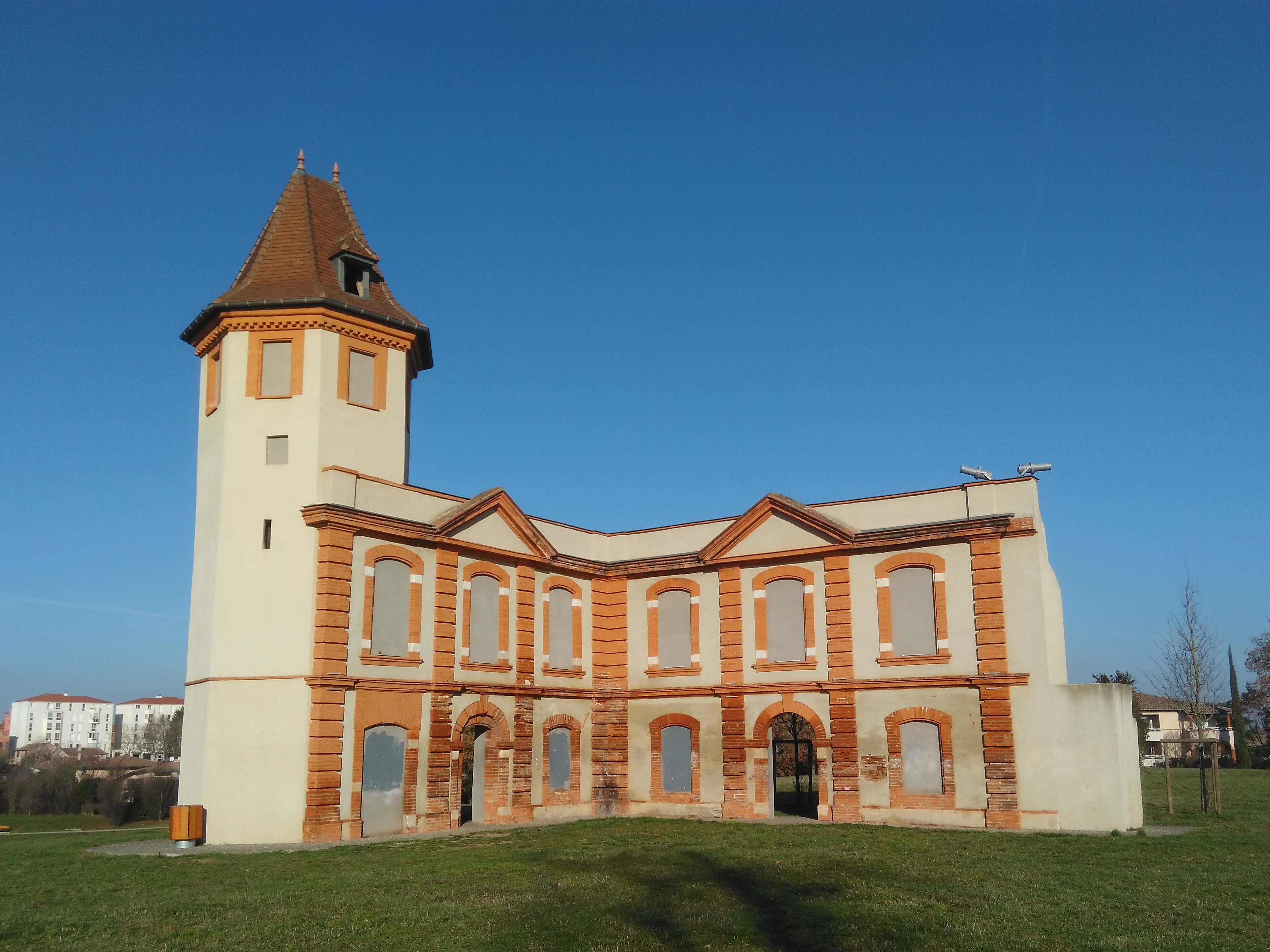
La ferme du Perget.
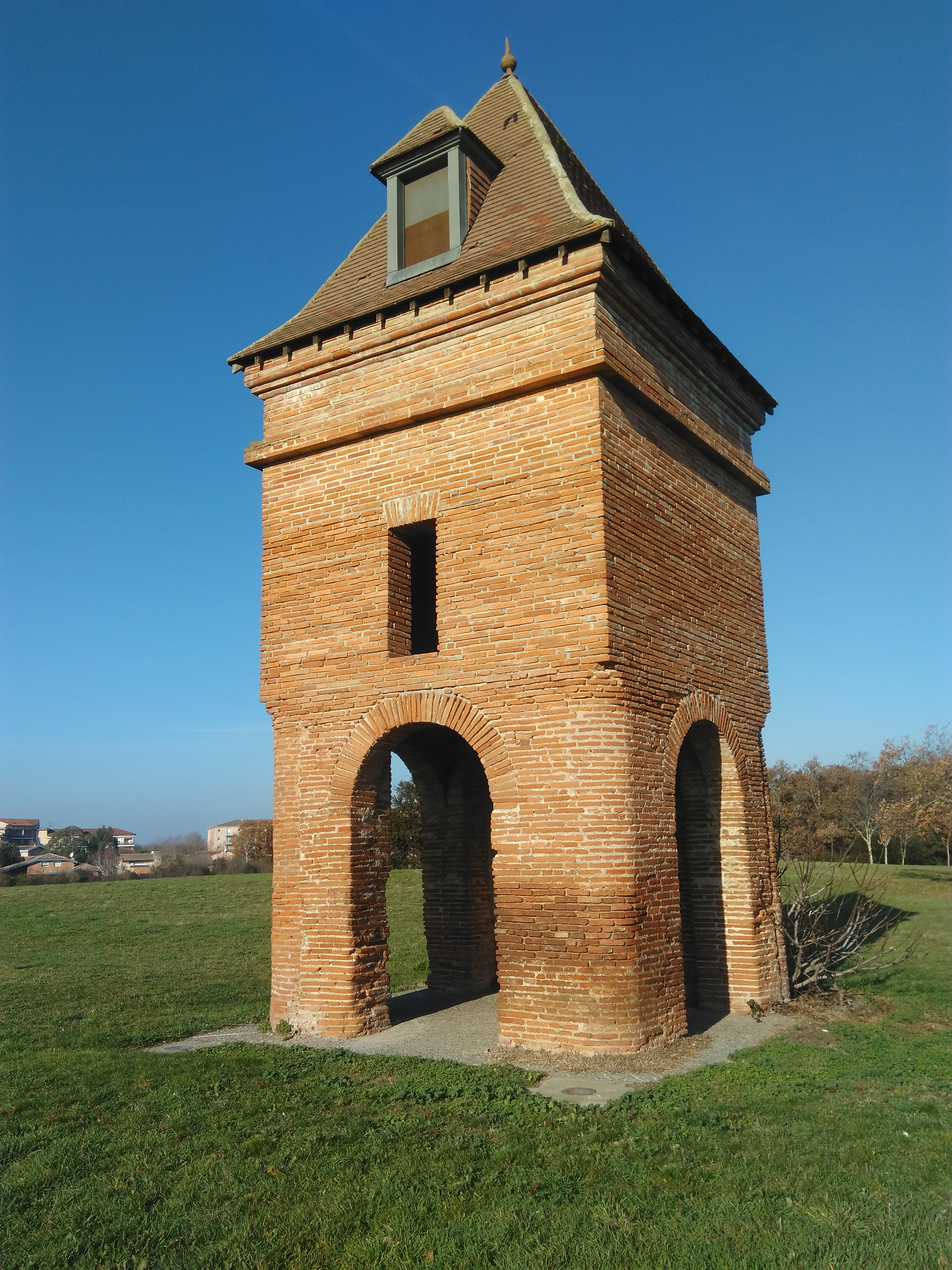
Le pigeonnier du Perget.

### Personnalités liées à la commune
- Eugène Montel : maire de Colomiers de 1945 à 1966, c'était un collaborateur de Léon Blum qui s'est caché dans le domaine de son gendre où il a été arrêté en 1940 par le régime de Vichy.
- Jean Ningres : artiste peintre 1878-1964.
- François Mitterrand : président de la République, il appréciait l'ancien maire Alex Raymond. Il séjourna à de nombreuses reprises dans la ville et avait ses habitudes à la pension « Journey end » 16 chemin d'En Sigal, aujourd'hui devenue maison d'habitation.
- Jean-Luc Sadourny : rugbyman, arrière de l'US Colomiers, arrière de l'équipe de France de rugby à XV et resté fidèle à son club de toujours malgré les multiples sollicitations.
- Fabien Galthié : rugbyman, formé à l'US Colomiers qu'il rejoint à 12 ans, il fut demi de mêlée de l'équipe de France de rugby à XV. Il quitte le club en 2000 pour rejoindre le Stade français.
- Monique Iborra : députée de Haute-Garonne de 2007 à 2024.
- Jean-Claude Skrela : rugbyman des années 1980, international et aujourd'hui directeur technique national de la Fédération française de rugby. Père de David Skrela, international au sein du XV de France et actuel joueur au Colomiers rugby à la fin de sa carrière.
- Jean-Jacques Santos : rugbyman.
- Dominique Arribagé : footballeur professionnel formé au TFC.
- Michel Cosem : auteur et éditeur né à Tunis en 1939, fondateur de la revue Encres vives.
- Yannick Delpech : chef cuisinier.
- Raymond Miquel : résistant mort dans la commune.
- Gabriel Lacoste de Belcastel : décédé le 20 janvier 1890 à Colomiers.
- Alain Refalo : militant de la non-violence.
- Jean Garaud, Raymond Garaud et Antoine de Raspaud : coseigneurs de Colomiers.
- Léon Bourrieau (1908-1974), aviateur français, est mort le 30 juillet 1974 à Colomiers[40].

## Vie locale

### Enseignement
Colomiers dépend de l'académie de Toulouse (zone C).
Pour le premier degré d'éducation, Colomiers possède 8 écoles maternelles publiques et 1 école maternelle privée, 4 écoles élémentaires publiques et 1 école élémentaire privée.
Pour le secondaire, Colomiers dénombre 4 collèges publics et 2 collèges privés.
La ville possède 2 lycées publics et 1 lycée privé.

### Culture
Depuis octobre 2021, Colomiers dispose d'un nouveau cinéma de 5 salles, le cinéma Véo Grand Central.
En juin 2011, les anciennes bibliothèques de quartier ont disparu au profit du Pavillon blanc Henri-Molina, une médiathèque et un centre d'art, construit par l'architecte Rudy Ricciotti.
Depuis 2012, l'ancien Pôle Municipal des Pratiques Artistiques (PMPA) est devenu Le Conservatoire.
La municipalité gère également une grande salle consacrée au spectacle vivant, le Hall Comminges.

### Événements
- Carnaval à thème chaque année le 1er samedi de mars ;
- Foire aux plantes au parc Duroch, deuxième dimanche de mars ;
- Grand prix cycliste, festival de printemps et cérémonie Libération 1945 en mai ;
- Fête de la musique et feu de la Saint-Jean avec village médiéval en juin ;
- Fête nationale du 14 juillet avec feu d'artifice et manèges ;
- Festival de théâtre Les Estivades de Colomiers en juillet ;
- Cinéma champêtre par quartier et Lectures originales en août ;
- Fête du patrimoine Il était une fois… Colomiers en septembre ;
- Battage à l'ancienne et brocante le 1er samedi et dimanche de septembre ;
- Boulevards de Colomiers, courses pédestres enfants et adultes de 3 à 10 km le premier dimanche de septembre ;
- Journée sans voiture et salon du modélisme toujours en septembre ;
- Salon d'automne[42], renommé art Colomiers expo, 50e édition en 2023 ;
- Festival de la bande dessinée de Colomiers en novembre (gratuit avec carte bus)[43] ;
- Marché de Noël avec conte et feu d'artifice plus le Téléthon en décembre ;

### Associations
- Siège national de l'Association Retina France « Vaincre les maladies de la vue », reconnue d'utilité publique, 21 000 membres au 14 février 2007[44].
- Centre de ressources sur la non-violence de Midi-Pyrénées (association loi de 1901).
- L'école de danse modern jazz.
- Siège social de l'association de bienfaisance « France-Regard ». Aide et soutien des malades atteints de rétinite pigmentaire et de dégénérescence rétinienne (DMLA). Soutient l'aide à la recherche médicale. Association loi de 1901, reconnue d'utilité publique, déclarée à la préfecture de Haute-Garonne le 6 janvier 1998.
- Groupe de danses et musiques du Pays basque et d'ailleurs[45].
- Siège social de l'Association intermédiaire « La Passerelle », secteur de l'économie sociale et solidaire, qui œuvre pour le retour à l'emploi des personnes qui en sont éloignées[46].

### Sports
Ville sportive avec des clubs formateurs et recruteurs dans la région (natation synchronisée, rugby à XV, natation sportive, football, basket-ball…).
- La section Natation Synchronisée de l'US Colomiers Omnisports a été créée en 1987 avec 30 licenciées. Elle n'a cessé de grandir et de récolter les succès avec aujourd’hui 113 nageuses. Le club occupe la 9e place au classement national (2011/2012) et la 1re place du Grand Sud-Ouest.
- Le Colomiers rugby, connu de 1915 à 2008 sous le nom US Colomiers rugby, a remporté le Challenge européen en 1998, finaliste de la Heineken Cup en 1999 et finaliste du championnat de France de rugby en 2000. En 2008, l'équipe remonte en pro D2 à la suite de son parcours sans faute (une seule défaite lors de cette saison) et son titre de champion de Fédérale 1. Stade Michel-Bendichou.
- La section Natation Sportive ("USC Nat")[47] créée le 22 mars 1976, regroupe plus de 400 licenciés aujourd'hui, et occupe par ses brillants résultats sportifs, le rang 87 sur 1285 au classement des meilleurs clubs français en 2009, le rang 20 sur 1038 sur le nombre de nageurs classés. Le club est classé 9e sur 62 sur le plan régional. Sa section Masters est la plus représentée de la région Midi-Pyrénées.
- L'US Colomiers football accéda en 2007 en CFA2, en 2008 en CFA et en 2013 en National.
- L'US Colomiers basket est le club le plus important de Haute-Garonne avec en particulier une équipe féminine qui évolue en Nationale féminine 1 (NF1), une école de basket-ball et de mini-basket.
- L'US Colomiers tennis est un club comptant environ un millier de membres et dont les équipes seniors masculine et féminine évoluent en première division française.
- L'US Colomiers judo ju-jitsu est le plus gros club du département en nombre de licenciés. Sous l'impulsion de Frank Opitz, il atteint le plus haut niveau français avec des équipes masculines et féminines en 1°division. En 2013, Chloé Nézar est championne de France cadette.
- L'Étoile gymnique de Colomiers (EGC) qui fête ses 45 ans en 2018. Basé à la Maison des activités gymniques, au complexe Capitany, le club abrite plusieurs centaines de licenciés répartis dans des sports comme la gymnastique artistique, le trampoline, la gymnastique rythmique, la petite enfance ou encore l'aérobic.